# Jef Toune
Joseph (Jef) Victor Toune (Sint-Joost-ten-Node, 27 september 1887 - Brugge, 8 januari 1940) was een Belgisch kunstschilder en graficus.

## Levensloop
Getrouwd met Josephine Hendrickx.
Hij kreeg een opleiding decoratieve kunst in Trier.
Hij vestigde zich in 1922 in Zeebrugge.

## Kunst
Zijn werk beeldt vooral menselijke figuren uit en straattoneeltjes, zowel in een stijl die bij de art deco aanleunt als in een gewone figuratieve stijl en soms ook duidelijk meer expressionistisch.

## Tentoonstellingen
1933-1934, Exposition du Petit Tableau
1936, april, Brugge, Galerie San Salvador
1937, Brugge, Salon 1937 Hedendaagse Kunst
1939, augustus, Brugge
1998, Blankenberge, Oud Stadhuis,